# Baeksang Arts Awards
Baeksang Arts Awards, znana także jako Paeksang Arts Awards oraz pod koreańską nazwą Baeksang yesul daesang (kor.: 백상예술대상, Hancha: 百想藝術大賞), to ceremonia rozdania nagród telewizyjnych, filmowych i teatralnych organizowana przez gazetę JoongAng Ilbo od 1965 roku. Nagroda została ustanowiona przez Chang Key-younga, założyciela gazety, którego pseudonim brzmiał „Baeksang”. Ceremonia zwykle odbywa się w kwietniu lub maju w Seulu.
Baeksang Arts Awards bywa także nazywana koreańską wersją Złotego Globu.

## Kategorie nagród

### Film
- Daesang (Wielka nagroda)
- Najlepszy film
- Najlepszy reżyser
- Najlepszy aktor pierwszoplanowy
- Najlepsza aktorka pierwszoplanowa
- Najlepszy aktor drugoplanowy
- Najlepsza aktorka drugoplanowa
- Najlepszy scenariusz
- Najlepszy debiut reżyserski
- Najlepszy debiut aktorski (mężczyzna)
- Najlepszy debiut aktorski (kobieta)
- Nagroda popularności (mężczyzna)
- Nagroda popularności (kobieta)

### Telewizja
- Daesang (Wielka nagroda)
- Najlepszy serial telewizyjny
- Najlepszy program rozrywkowy
- Najlepszy program edukacyjny/kulturalny
- Najlepszy reżyser
- Najlepszy aktor pierwszoplanowy
- Najlepsza aktorka pierwszoplanowa
- Najlepszy aktor drugoplanowy
- Najlepsza aktorka drugoplanowa
- Najlepszy scenariusz
- Najlepszy debiut reżyserski
- Najlepszy debiut aktorski (mężczyzna)
- Najlepszy debiut aktorski (kobieta)
- Nagroda popularności (mężczyzna)
- Nagroda popularności (kobieta)
- Najlepszy uczestnik programu rozrywkowego
- Najlepsza uczestniczka programu rozrywkowego
- Nagroda za wyjątkowe osiągnięcia

### Niestandardowe nagrody

#### Najlepsza ścieżka dźwiękowa
| #  | Rok  | Tytuł        | Artysta | Serial             | Źródło |
| -- | ---- | ------------ | ------- | ------------------ | ------ |
| 50 | 2014 | „My Destiny” | Lyn     | Przybyłeś z Gwiazd | [ 4 ]  |

#### Nagroda InStyle Fashionista
| #  | Rok  | Odbiorca     | Źródło      |
| -- | ---- | ------------ | ----------- |
| 46 | 2010 | Son Ye-jin   | [ 5 ]       |
| 47 | 2011 | Lee Min-jung | [ 5 ]       |
| 50 | 2014 | Jun Ji-hyun  | [ 5 ]       |
| 51 | 2015 | Lee Jung-jae | [ 6 ] [ 5 ] |
| 51 | 2015 | Shin Min-a   | [ 6 ] [ 5 ] |

#### Nagroda iQiyi Star
| #  | Rok  | Odbiorca      | Źródło |
| -- | ---- | ------------- | ------ |
| 51 | 2015 | Lee Min-ho    | [ 6 ]  |
| 51 | 2015 | Park Shin-hye | [ 6 ]  |